# Canale Edison
Canale Edison è il nome con il quale viene identificata l'opera di adduzione della Centrale idroelettrica Esterle, di proprietà della società Edison, sita in Brianza, nel comune di Porto d'Adda.
Il canale venne realizzato al momento della costruzione della centrale idroelettica, per garantirne il funzionamento per mezzo delle acque captate dal fiume Adda, poco a monte del ponte San Michele (comune di Robbiate). Una grande diga a gravità avrebbe permesso di derivare parte delle acque del fiume e di portarle con un percorso lungo 4.485 m ad alimentare la vasca di carico della costruenda centrale.